# Šachový turnaj v Londýně roku 1849

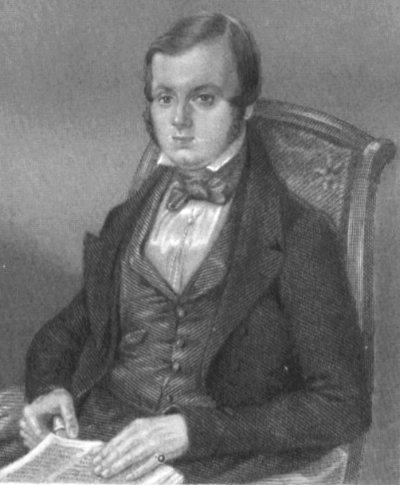
Henry Thomas Buckle, vítěz turnaje

Šachový turnaj v Londýně roku 1849 (Ries' 'Cigar' Divan Tourney) je považován za první moderní šachový turnaj. Šlo o uzavřený turnaj dvanácti členů šachového klubu londýnské kavárny Divan, odehrál se v lednu roku 1849 a poprvé se v něm  pořizoval dokumentární zápis partií. První dvě kola se hrála vyřazovacím způsobem (k postupu bylo třeba dvou vítězství) až vznikla trojčlenná finálová skupina, kde hrál každý s každým. 

## Účastníci
Protože šlo o uzavřený turnaj, zúčastnili se ho pouze angličtí šachisté, členové klubu:
- Henry Edward Bird, turnaje se zúčastnil jako devatenáctiletý,
- Henry Thomas Buckle, historik a sociolog, poměrně silný amatérský hráč,
- James Gayler Finch,[2], bližší informace nezjištěny,
- Edward Fordham Flower,[3] bližšší informace nezjištěny
- Eduard Löwe,
- George Webb Medley,
- John R. Medley, bratr Georga Webba Medleyho[4][5], bližší informace nezjištěny,
- Arthur Simons,[6] bližší informace nezjištěny
- C. F. Smith,
- William Josiah Tuckett,[7] bližší informace nezjištěny
- Elijah Williams,
- J. R. Wise,[3] bližší informace nezjištěny.

## 1. kolo
- Edward Fordham Flower - Elijah Williams 0:2
- George Webb Medley - Henry Edward Bird 2:1
- John R. Medley - James Gayler Finch 2:1
- Arthur Simons - Eduard Löwe 0:2
- C. F. Smith - Henry Thomas Buckle 0:2
- William Josiah Tuckett - J. R. Wise 2:0

## 2. kolo
- Henry Thomas Buckle - Elijah Williams 2:0
- Eduard Löwe - George Webb Medley 1:2 (=1)
- John R. Medley - William Josiah Tuckett 2:0

## Finálová skupina
Ve finálové skupině nejprve Henry Thomas Buckle porazil Georga W. Medleyho a Johna R. Medleyho a obsadil na turnaji první místo. V souboji o druhé místo pak porazil George Webb Medley svého bratra Jona R. Medleyho 2:0.

## Konečné pořadí
1. Henry Thomas Buckle
2. George Webb Medley
3. John R. Medley